# Xiphiidae
Xiphiidae, (peștii spadă) sunt reprezentați azi de numai o singură specie  (Xiphias gladius). Peștii spadă sunt răspândiți pe glob numai în mările calde tropicale. Ei trăiesc la la adâncimi diferite. Numele lui provine de la oratorul grec Athenaios, (ξιφός - gladius - spadă). Cercetările genetice a speciei au determinat că peștii provin din Marea Mediterană și au migrat în Atlantic. 

## Caractere morfologice
Înotătoarea caudală la Xiphias are formă de seceră, dimensiunile corpului poate atinge 4,5 m și o greutate de 650 kilograme. Carnea lor are un gust apreciat asemănător cu al tonului.

## Mod de viață
Peștii adulți în afara perioadei de depunere a icrelor duc o viață solitară. Ei sunt pești iuți răpitori, hrana lor fiind constituită în special din sardele (Sardina pilchardus), scrumbii (Scomber scombrus) și cefalopode (Cephalopoda). Rolul spadei n-a fost până în prezent clarificat, s-ar putea să o folosească la vânarea peștilor aflati în roiuri (bancuri), la scufundare în caz de pericol în mâl, sau le ajută la o deplasare mai rapidă în apă. Istorisirile mai vechi, că ar fi străpuns cu spada fundul navelor și că ar fi rănit oameni, aparțin de domeniul ficțiunii, nefiind reale. În lunile reci ale anului ei migrează din emisfera boreală spre sud în zonele calde din emisfera australă. Peștii tineri au în comparație cu raportul corporal un rostrum mai scurt și o înotătoare caudală mai lungă ca și adulții. Un pește spadă poate atinge o viteză maximă de 100 km/h, el fiind printre cei mai iuți pești din lume. Corpul, asemănător cu cel al delfinilor, nu este acoperit cu solzi.

## Reproducere
Perioada de depunere a icrelor are loc primăvara, peștii caută apele calde puțin adânci (70 m) din apropierea coastelor. Femela depune ouăle care un diametru de 2 mm, larvele care vor ieși după fecundare au ca. 4 mm lungime. Peștii spadă sunt greu de pescuit, este controversat de specialiști dacă sunt o specie amenințată de dispariție, ei pot atinge vârsta de 10 ani.